# Portal Rock
Portal Rock är en kulle i Antarktis. Den ligger i Östantarktis. Nya Zeeland gör anspråk på området. Toppen på Portal Rock är 1 990 meter över havet, eller 255 meter över den omgivande terrängen. Bredden vid basen är 2,3 km.
Terrängen runt Portal Rock är platt åt nordväst, men åt sydost är den kuperad. Trakten är obefolkad. Det finns inga samhällen i närheten.